# Jag rear ut min själ! Allt skall bort!!!
Jag rear ut min själ! Allt skall bort!!! är den svenska indiegruppen bob hunds femte album. Det släpptes 30 november 1998 och producerades av Zqaty och bob hund. Det brukar räknas som bob hunds genombrott för en bredare publik. Från albumet släpptes låten Helgen v. 48 som singel. 1999 vann Martin Kann reklam- och designpriset Guldägget för snyggast omslag.

## Låtlista
1. "bob hunds 115:e dröm"
2. "Tralala lilla molntuss, kom hit skall du få en puss"
3. "Helgen v. 48"
4. "Det är nu det börjar"
5. "Goddag & Adjö"
6. "Nu är det väl revolution på gång?"
7. "Raketmaskinen"
8. "Jag är inte arg"
9. "bob hund: 1999"
10. "Jag rear ut min själ"
11. "bob hunds 115:e sång"

## Listplaceringar
| Lista (1998-1999, 2001) | Topplacering |
| ----------------------- | ------------ |
| Norge                   | 24           |
| Sverige                 | 17           |